# Karl-Heinrich Bieritz
Karl-Heinrich Bieritz, auch: Karl-Heinz Bieritz (* 10. Dezember 1936 in Schmalkalden; † 5. August 2011 in Ihlowerfehn) war ein deutscher evangelisch-lutherischer Theologe, Hochschullehrer und Autor.

## Leben
Karl-Heinrich Bieritz, Sohn des Schaufensterdekorateurs Erich Bieritz und der Käthe Köhler, wuchs im thüringischen Schmalkalden auf, wo er 1955 das Abitur ablegte. Anschließend nahm er an der Friedrich-Schiller-Universität Jena das Studium der Evangelischen Theologie auf, das er dort 1960 mit dem Ersten Theologischen Examen abschloss. Von 1960 bis 1964 als Wissenschaftlicher Assistent am Institut für Praktische Theologie der Jenaer Theologischen Fakultät tätig, wurde Bieritz 1963 mit der Arbeit Die hochkirchliche Bewegung in Deutschland und die Gestaltung des Messgottesdienstes zum Dr. theol. promoviert. Im darauffolgenden Jahr wurde Bieritz zunächst Hilfsprediger, dann Pfarrer der Kirchengemeinde Sagard auf Rügen. 1969 wechselte er als Pfarrer nach Barth und wurde Superintendent des Kirchenkreises Barth der Pommerschen Evangelischen Kirche.
1972 wurde Karl-Heinrich Bieritz als Dozent für Praktische Theologie ans Theologische Seminar Leipzig berufen, eine Stellung, die er vierzehn Jahre innehatte, bevor er 1986 Lektor im Union Verlag in Ost-Berlin wurde. Sein dort und, zunächst als westdeutsche Lizenzausgabe, bei C. H. Beck im gleichen Jahr erschienenes Buch Das Kirchenjahr entwickelte sich zum Standardwerk, erlebte bis 2005 sieben Auflagen und wurde ins Niederländische, Italienische und Japanische übersetzt. Mit der Arbeit Zur Lehre vom Gottesdienst. Beiträge zur Aufgabe, zum Gegenstand und zu den Verfahren der Liturgik als einer Disziplin der Praktischen Theologie habilitierte sich Bieritz 1989 an der Humboldt-Universität zu Berlin, wo er bis 1992 als Privatdozent für Religionspädagogik und Praktische Theologie lehrte. 1992 wurde Karl-Heinrich Bieritz als Ordinarius für Praktische Theologie an die Universität Rostock berufen, wo er bis zu seiner Emeritierung 2002 lehrte. Bieritz war mit der Juristin Renate Bieritz-Harder verheiratet und verbrachte seinen Ruhestand im ostfriesischen Ihlow. Er wurde auf dem Friedhof von Ihlowerfehn begraben.
Bieritz war u. a. Fachberater des Liturgischen Ausschusses der Vereinigten Evangelisch-Lutherische Kirche Deutschlands und der Evangelischen Kirche der Union. Er hat deren große Reformvorhaben Erneuerte Agende, Evangelisches Gottesdienstbuch und die Perikopenrevision mitbegleitet. Sein besonderes Anliegen war es, die Erkenntnisse der Semiotik für die Liturgik nutzbar zu machen.

## Werke (Auswahl)
Für eine vollständige Übersicht siehe die Bibliographie im Index theologicus
- Das Kirchenjahr. Feste, Gedenk- und Feiertage in Geschichte und Gegenwart. Union Verlag, Berlin 1986; 7. Auflage: Beck, München 2005 (Beck’sche Reihe 447). ISBN 3-406-47585-X
- Zeichen setzen. Beiträge zu Gottesdienst und Predigt. Stuttgart 1995
- Theologie der Predigt. Leipzig 2001
- Mit Hans-Christoph Schmidt-Lauber, Michael Meyer-Blanck (Hrsg.): Handbuch der Liturgik – Liturgiewissenschaft in Theologie und Praxis der Kirche. Vandenhoeck & Ruprecht, Göttingen 2003. ISBN 3-525-57210-7
- Liturgik. de Gruyter, Berlin, New York 2004
- Grenzgebiet. Praktische Theologie zwischen Kultur und Kirche. Münster 2005
- Die Bibel im Kirchenjahr. Zeitgenössische Essays und Meditationen. CMZ-Verlag, Rheinbach 2011. ISBN 978-3-87062-120-9
- Gedächtnis des Glaubens. Das Kirchenjahr vor den Herausforderungen der Gegenwart. (Digitalisat, PDF; 123 kB)